# Macroplectra
Macroplectra is een geslacht van vlinders van de familie slakrupsvlinders (Limacodidae).

## Soorten
- M. albescens Hampson, 1910
- M. bilineata West, 1940
- M. ceylonica Hampson, 1906
- M. cinnamomea West, 1940
- M. flavata West, 1940
- M. flavina Hering, 1941
- M. fraterna (Moore, 1883)
- M. fumipennis Hering, 1937
- M. fuscifusa Hampson, 1910
- M. gigantea Hering, 1931
- M. hamata Hering, 1931
- M. hieraglyphica Bethune-Baker, 1911
- M. iracunda Hering, 1928
- M. jacksoni West, 1937
- M. meridionalis Hering, 1928
- M. mesocyma Hampson, 1910
- M. minutissima (Swinhoe, 1890)
- M. nararia (Moore, 1859)
- M. nefas Hering, 1928
- M. obliquilinea Hampson, 1910
- M. parasina Hering, 1937
- M. pulverulenta Hering, 1937
- M. rosea Bethune-Baker, 1911
- M. rufopallens Hampson, 1910
- M. sericea (Hampson, 1893)
- M. signata (Moore, 1883)
- M. tripunctata Mabille, 1900
- M. unicolor (Moore, 1858)